# Reka (Kapronca)
Reka falu Horvátországban Kapronca-Kőrös megyében. Közigazgatásilag Kaproncához tartozik.

## Fekvése
Kaproncától 7 km-re délnyugatra a Kemléki-hegység és a Bilo-hegység között a Kapronca-patak bal partján fekszik. Terjedelmes határának keleti részét a Bilo erdős hegyei borítják, melynek irtásain szőlőtelepítések és borospincék találhatók. Többi része nagyrészt szántó, fő termények a búza és a kukorica.

## Története
A település legkorábbi említése 1337-ben "Rechicha" alakban történt, nevét a Kapronca-patakba ömlő azonos nevű patakról kapta. 1440-ben említik először a mai nevén "Reka" alakban.
A falu trianoni békeszerződésig Belovár-Kőrös vármegye Kaproncai járásához tartozott. A lakosság száma 1857-ben 584, 1910-ben 1012 volt. 2001-ben a falunak 522 háztartása és 1713 lakosa volt. Lakói főként mezőgazdasággal foglalkoznak és a közeli Kapronca üzemeiben dolgoznak.

## Nevezetességei
A Szentháromság tiszteletére szentelt római katolikus plébániatemploma 1836-ban épült, míg 1967-ben és 1986-ban felújítási munkálatokat végeztek rajta. Egyhajós, téglalap alaprajzú épület, félköríves szentéllyel, az északi oldalon sekrestyével és a nyugati főhomlokzaton harangtoronnyal. A hajó csehsüvegboltozatos, medalionokkal, melyek az evangélisták alakjaival vannak díszítve. Ugyanez a díszítés található a szentélyben is. A fő nyugati homlokzat középső részéből kiemelkedik a harangtorony, amelyet párkányok, és a téglalap alakú portál tagol. A templom stílusában a klasszicizmushoz tartozik.

## Kultúra
- A településen négy osztályos alapiskola működik.
- Nőegyesületét 1976-ban alapították.
- Önkéntes tűzoltóegylet.
- Nyugdíjasklub.
- Ifjúsági egyesület.
- Motorosklub.